# 6-포스포글루콘산
6-포스포글루콘산(영어: 6-phosphogluconic acid)은 오탄당 인산 경로 및 엔트너-듀도르프 경로(Entner–Doudoroff pathway)의 중간생성물이다. 생체 내에서는 6-포스포글루코네이트(영어: 6-phosphogluconate) 형태로 주로 존재한다.
6-포스포글루콘산은 6-포스포글루코노락토네이스에 의해 생성되며, 6-포스포글루콘산 탈수소효소의 작용에 의해 리불로스 5-인산으로 전환된다. 또한 6-포스포글루콘산은 6-포스포글루콘산 탈수효소의 작용에 의해 2-케토-3-디옥시-6-포스포글루콘산을 생성할 수 있다.